# Melochia arenosa
Melochia arenosa es una especie de planta del género Melochia perteneciente a la familia de las malváceas. 

## Descripción
Es una hierba , con tallo hueco, tomentoso, con tricomas estrellados y glandulares, hojas dísticas y estipuladas, flores de pétalos rosados o violetas.

## Distribución y hábitat
Es una hierba de hasta 2 metros de alto, generalmente más baja, habita en suelos húmedos e incluso pantanosos, florece varias veces durante el año, tiene un ámbito de distribución desde Cuba, Venezuela hasta Paraguay.

## Taxonomía
Melochia arenosa fue descrita por Benth. in Hook. y publicado en Journal of Botany, being a second series of the Botanical Miscellany 4: 127. 1842.
Sinonimia
- Melochia cinerea A.St.-Hil. & Naudin
- Melochia cinerea var. discolor Hassl.
- Melochia corumbensis S. Moore
- Melochia littoralis (Poepp. & Endl.) Schumann
- Melochia llanorum Cuatrec.
- Riedlea littoralis Poepp. & Endl.[2]